# ФК Дънганън Суифтс
Дънганън Суифтс (на английски: Dungannon Swifts Football Club) е северноирландски футболен отбор от едноименния град Дънганън. Основан през 1949 година. Домакинските си мачове играе на стадион Стенгмор Парк с капацитет 5 000 места. Най-големият успех на тима е финалът за купата на страната през 2007 година.
Участник в ИФА Премиършип, висшата лига на Северна Ирландия.

## Постижения
Национални
- ИФА Премиършип
  - 4-то място (2): 2004/05, 2005/06
- Първа дивизия
  -  Шампион (1): 2002/03
- Купа на Северна Ирландия
  -  Носител (1): 2024/25
  -  Финалист (1): 2006/07
- Купа на лигата
  -  Носител (1): 2017/18

Регионални
- Купа Ълстър
  -  Носител (1): 2002/03
- Купа на Среден Ълстър
  -  Носител (4): 1987/88, 1996/97, 2005/06, 2008/09
- Ирландска Междинна купа
  -  Носител (2): 1977/78, 1991/92
- Купа Джордж Уилсън
  -  Носител (3): 1973/74, 2003/04, 2005/06
- Купа Луис Муур
  -  Носител (1): 1975/76
- Купа Боб Радклиф
  -  Носител (9): 1981/82, 1985/86, 1986/87, 1989/90, 1992/93, 1993/94, 1994/95, 1995/96, 2005/06
- Мемориална купа Айвън Маршъл
  -  Носител (1): 2016/17

## Известни играчи
- Марк Хюз
- Шон Уеб
- Найджъл МакГин
- Рори Хамил